# Hôtel de Chosal
Pour les articles homonymes, voir Maison de l'armateur.
L'hôtel de Chosal, connu aussi sous le nom de Maison de l'armateur, est un hôtel particulier du XVIIIe siècle situé à Dunkerque, dans le département du Nord.
Construit en 1748, il est inscrit sur la liste des monuments historiques depuis 1984.

## Historique
Sur la site, se trouvait auparavant l’hôpital Saint Julien, fondé en 1452 pour accueillir les malades.
L'hôtel a été édifié pour Jean-Etienne de Closal, lieutenant du siège royal des traites (impôts indirects),  négociant et armateur négrier de Dunkerque.
Les entrepôts, écuries, buanderie et citernes dans la cour sont détruits au 19e siècle.
Acquisition par la ville en 1977, le bâtiment est restauré l'année suivante par Charles Waldschmidt, architecte des Monuments historiques.
Le site peut être loué comme lieu de tournage.

## Architecture

### Style architectural
Ce bâtiment prestigieux, d'architecture classique, est loin du style flamand. Sur le fronton figure une sculpture provenant de l'ancien hôpital Saint-Julien qui se trouvait à cet emplacement. On peut y voir saint Julien l'Hospitalier qui fait passer une rivière à deux voyageurs.

### Organisation
L'hôtel est conçu comme un lieu de travail offrant « toutes les commodités pour le commerce […] avec deux caves sous le corps du logis » servant d’entrepôt et une tour de guet avertissant de l’arrivée des navires, et qui est le seul vestige de l'hôpital Saint-Julien.

### Matériaux
Le bâtiment principal est en brique rouge, sauf les encadrements des portes et les pilastres à refends, qui sont en brique beige. À l'origine l'ensemble des bâtiments était couvert d'ardoise, actuellement sur brisis.

## Protection patrimoniale
La façade et la toiture sur rue ; l'escalier intérieur avec sa cage ; et la tour de guet, sont inscrits par arrêté du 21 décembre 1984.

## Galerie

La tour de l'armateur
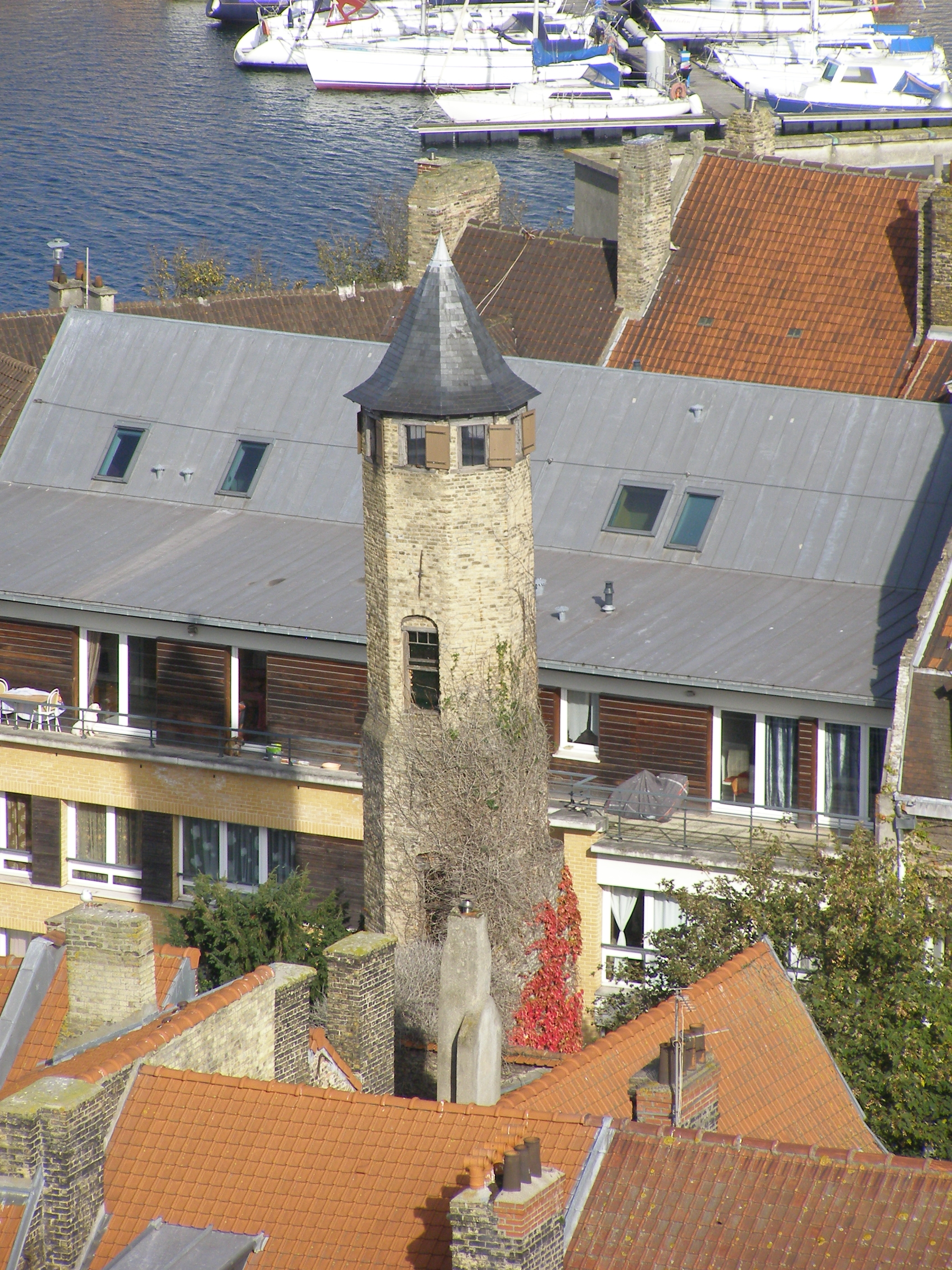
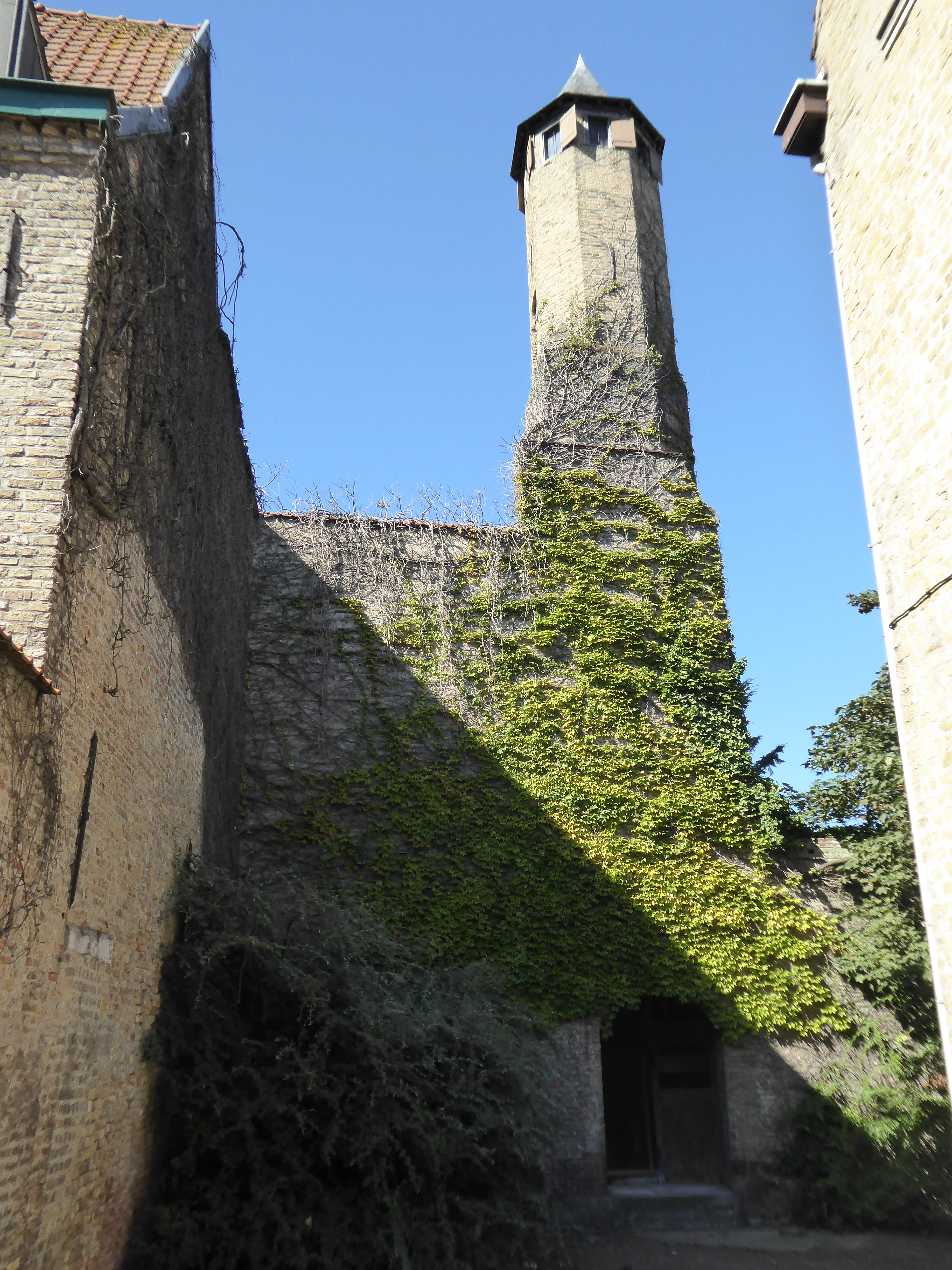
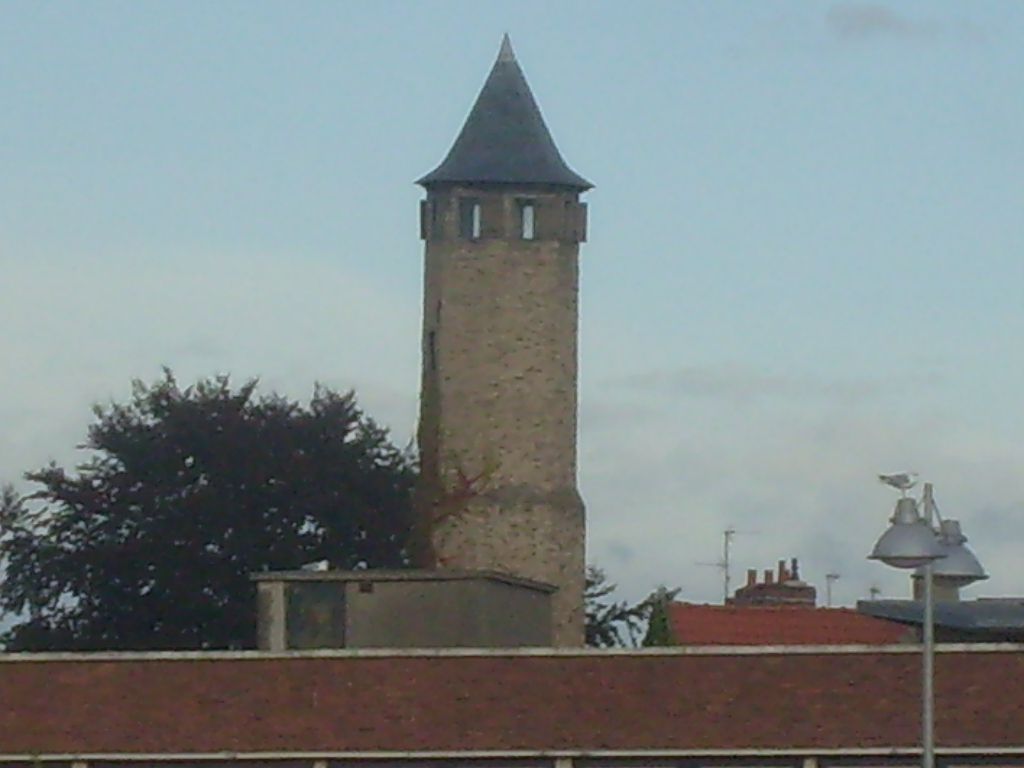